# Siklóernyő

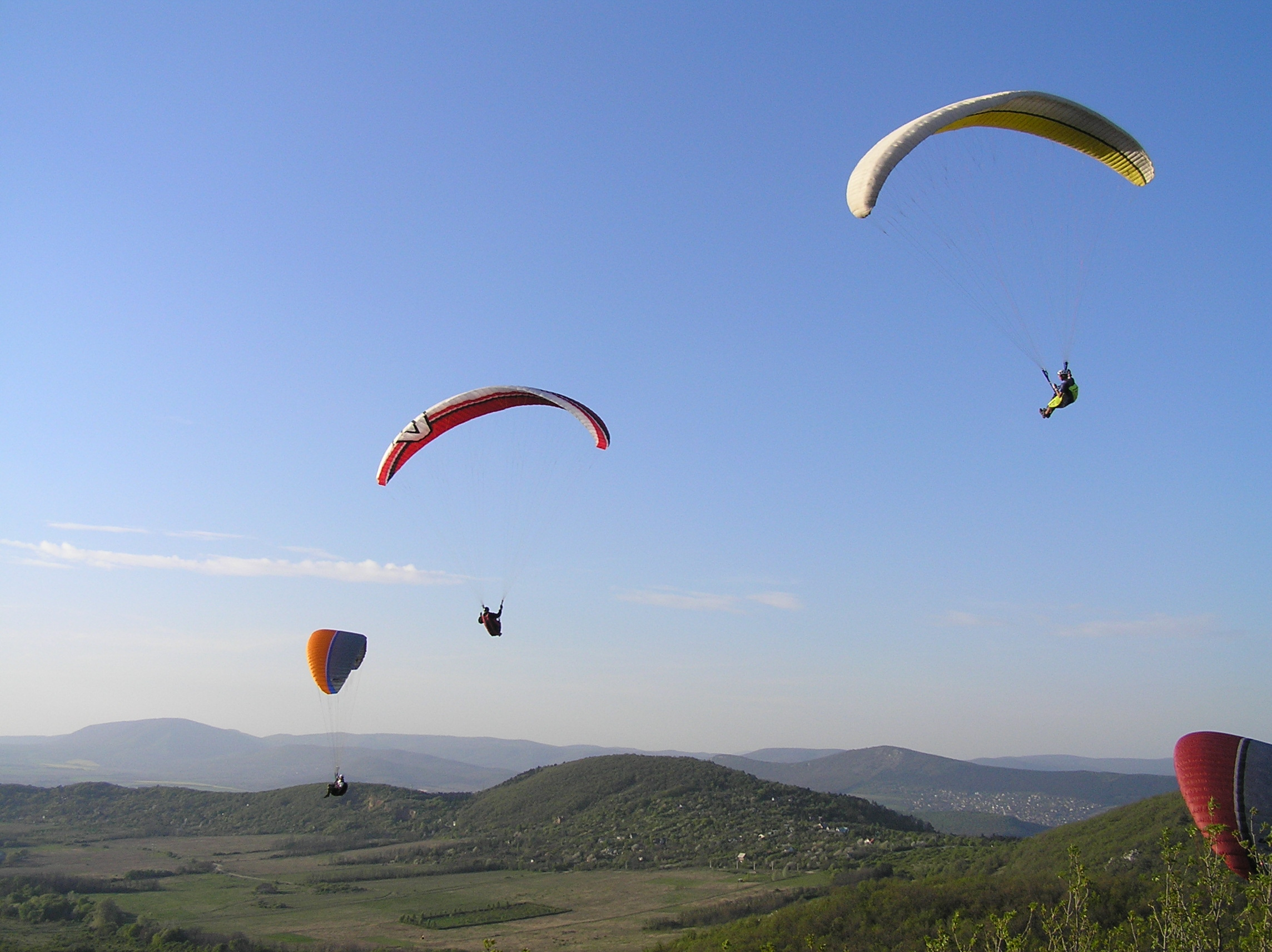
Hármas keringő a Hármashatár-hegyen

A siklóernyő merev tartást biztosító elemektől megfosztott hordozófelületű, hajtómű nélküli repülő szerkezet.
A siklóernyőzés hivatalosan nem tartozik az extrém sportok közé, mégis sokan akként tekintenek rá. "Extrém" voltát nem veszélyessége, sokkal inkább a repülés hétköznapitól eltérő közege adja. A siklóernyő viszonylag lassú repülő szerkezet, de csodálatos szabad repülési élményt biztosít, mivel nem kabinban ülve repülünk. Mivel ez kiszolgáltatottá teszi a pilótát, a siklóernyősnek tisztában kell lennie az időjárás jelzéseivel, veszélyeivel.
A siklóernyő tulajdonképpen egy speciális, mesterséges kevlárszálasanyagú fonalakból szőtt szárny. Felső felületén a levegő áramlása gyorsabb, mint alul, így alul nyomó-, felül pedig szívóhatás (felhajtóerő) keletkezik.
A siklóernyős kupolát cellákkal osztják több részre, melyek között szabad a levegő áramlása, azonban kifelé lassabban távozik a levegő. Az ernyőn egyes gyártók kiömlő nyílásokat is kialakítanak, de mindezek és az ehhez hasonló apróbb változtatások nagy különbségeket nem eredményeznek az egyes típusok között.
A siklóernyőt a szárnyprofil alakjának módosításával lehet irányítani a zsinórzat segítségével. Ezt nevezik trim rendszernek. A trim sebesség az ernyő alapsebessége a levegőhöz képest olyankor, amikor egyetlen zsinórt sem húzunk meg. Az ernyők sebessége a gyorsító használatával növelhető, amely az ernyő állásszögét változtatja meg (ugyanazt a funkciót tölti be, mint a repülőgépek magassági kormánya). Ugyanígy fékek használatával lassíthatunk az ernyőn, ami leszálláskor hasznos. Az ernyő a fékek használatával irányítható balra vagy jobbra.

## Kialakulása

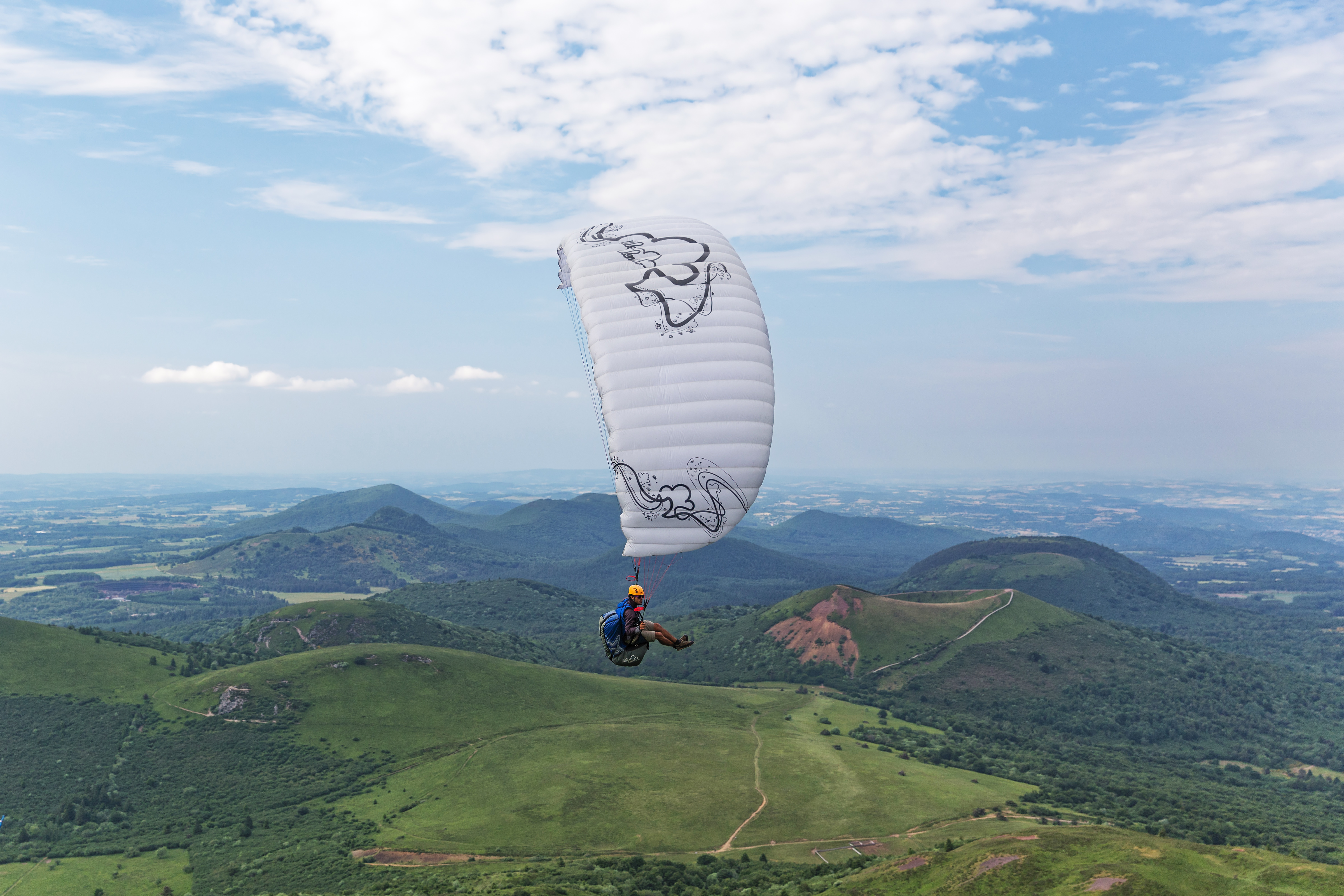

A siklóernyő az ejtőernyőből kifejlesztett repülő- és sporteszköz, amely a madarakhoz hasonlóan a szél energiáját és a felfelé szálló légáramlatok felhajtó erejét használja fel a földről való felemelkedéshez és a repüléshez. Újabb változatainál, a motoros siklóernyőnél már kis teljesítményű belsőégésű motor is van, amely egy légcsavart hajt meg.
A siklóernyő elődje a paplanernyő, amely az ejtőernyő egy fajtája (légcellás ejtőernyő). Az ejtőernyőzéshez használt paplanernyők azonban nem siklásra vannak optimalizálva. Siklószámuk (egységnyi süllyedéshez mekkora vízszintesen megtett táv tartozik) kicsi, kormányzásuk nehézkes. A siklóernyőzés mégis a hegymászók találmánya, akik a csúcsot elérve igyekeztek könnyebb utat választani a lejutáshoz. A siklóernyők fejlődése elvált az ejtőernyőkétől. Karcsúbb, több cellából álló, kedvezőbb szárnyprofilú ernyők – immár repülésre alkalmas légijárművek – születtek. A fejlődés a mai napig tart, a fő irány a kezelhetőség, a biztonság és a teljesítmény növelése.

## Siklóernyő fajták
- siklóernyő
- tandem siklóernyő: nagy felületű ernyő, mellyel a pilóta egy utast reptethet
- motoros siklóernyő, amelyből két típus van: hátimotoros siklóernyő és a tricikliszerű, ún. siklóernyős trike. (Fotó: itt)

## A siklóernyő részei
- Felsővitorla
- Alsóvitorla
- Beömlőnyílás
- Stabilizátor lap

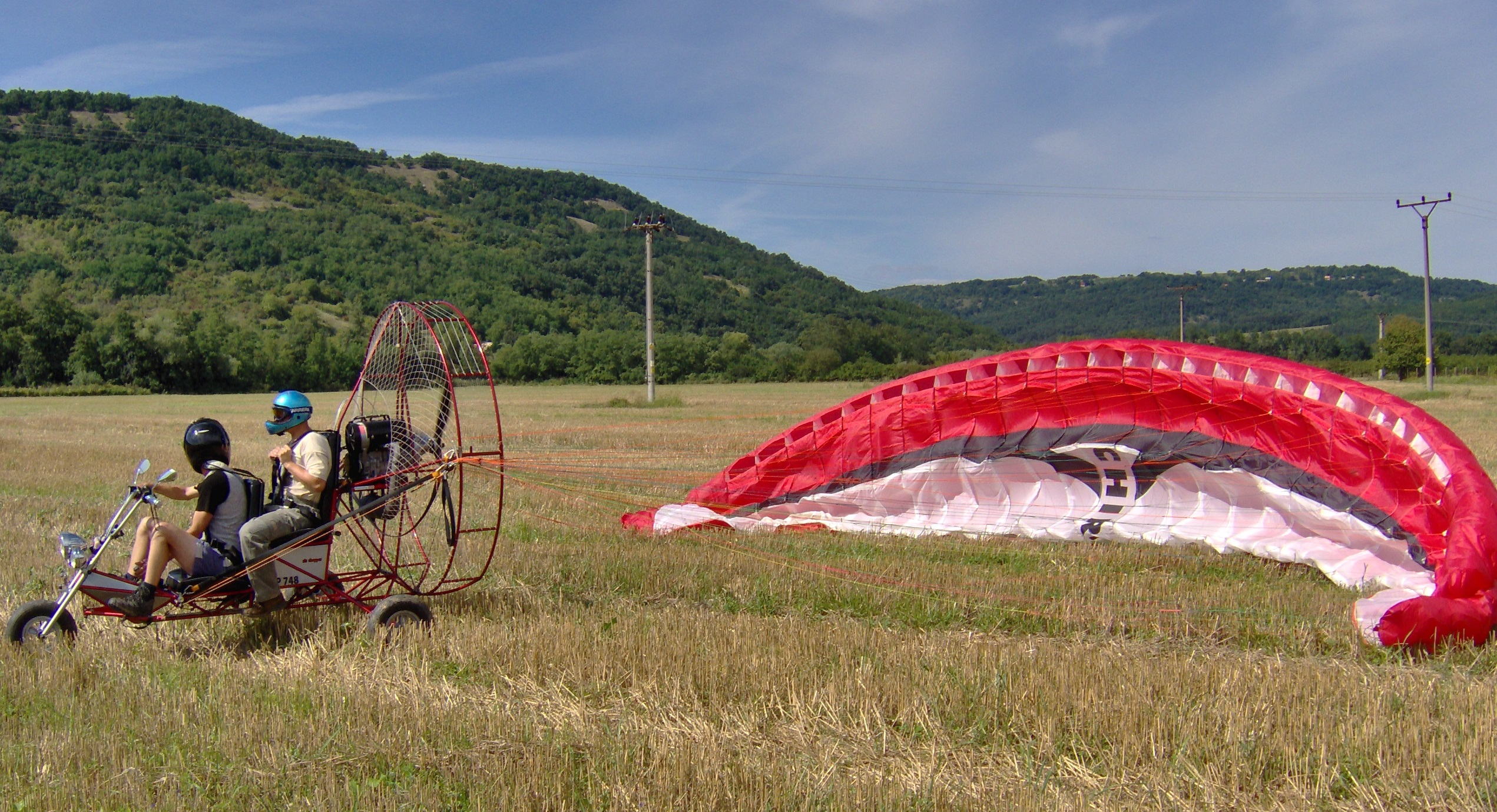
Siklóernyős trike felszállás előtt

- Zsinórzat (6-7 méter hosszú, selyemszál védőszövettel körülszőtt kevlár vagy dynema vagy ún. versenyzsinór, melynek anyaga általában burkolatlan kevlár)
- Hevederek
- Fékzsinórok (a kilépő élekhez vannak rögzítve)
- Fékfogantyú (a két fékzsinór aljára kötött fogantyú)
- Beülő (hevederekkel rögzítik a pilótát)
- Mentőernyő – kötelező a beülőben elhelyezni a mentőernyőt is. A siklóernyőhöz használt mentőernyő nem alkalmas szabadesésből történő nyitásra, ugyanis a siklóernyő fékezi a zuhanást. 
  - Tárzsák – a siklóernyőt tárzsákba csomagolják a beülővel együtt, így viszonylag könnyen szállítható hátizsákot kapunk. Ennek össztömege manapság a 10–20 kg-ig terjedő skálán mozog.
    - Gyorszsák: az ernyőt gyorsan bele tudjuk ebbe csomagolni, és így a cellák sem sérülnek, viszont sok helyet foglal és nehezen szállítható.

## A siklóernyők osztályozása
A siklóernyőket több szervezet is osztályozza méretük, gyorsaságuk, reakcióidejük és biztonságuk alapján. Ezek  mind egymással összefüggő adatok. A legjelentősebb osztályozás jelenleg a DHV vagy LTF. A legbiztonságosabb ernyőkről elmondható, hogy lassabban repülnek, mint a versenyernyők, melyeknek kisebb a felülete és ezért gyorsabbak, azonban nagyobb tudás kell a biztonságos használatukhoz. Az ernyők fejlesztésénél a fő irány a gyorsaság növelése a biztonság növelése mellett, így az ernyők egyre nagyobb sebességűek, és egyre kevesebb zsinór fut rajtuk. Jelenleg az ernyősök trim sebessége nem túl magas. Ha nem húznak féket, és engedik az ernyőt, akkor kb. 36–40 km/h sebességet érnek el, átlagos, nem versenyernyővel. Jellemzően minél kisebb az ernyő felülete és minél szélesebb, annál gyorsabb lesz. A gyártók folyamatosan próbálják megtalálni a legjobb, azaz leggyorsabb és legbiztonságosabb ernyőtípust. Vannak egészen szélsőséges kísérleti ernyők is. Felmerült már az is, hogy a kite ernyőkhöz hasonlóan a belépőélt merevítsék levegővel például, de ezek mind a sport viszonylag szabad jellegét érintő változások lennének.
A tandem siklóernyők viszonylag nagyok, és ezáltal lassúak, biztonságosak.

## A siklóernyőzés fő fajtái
1. Távrepülés
2. Akrobatikus siklóernyőzés (akro)

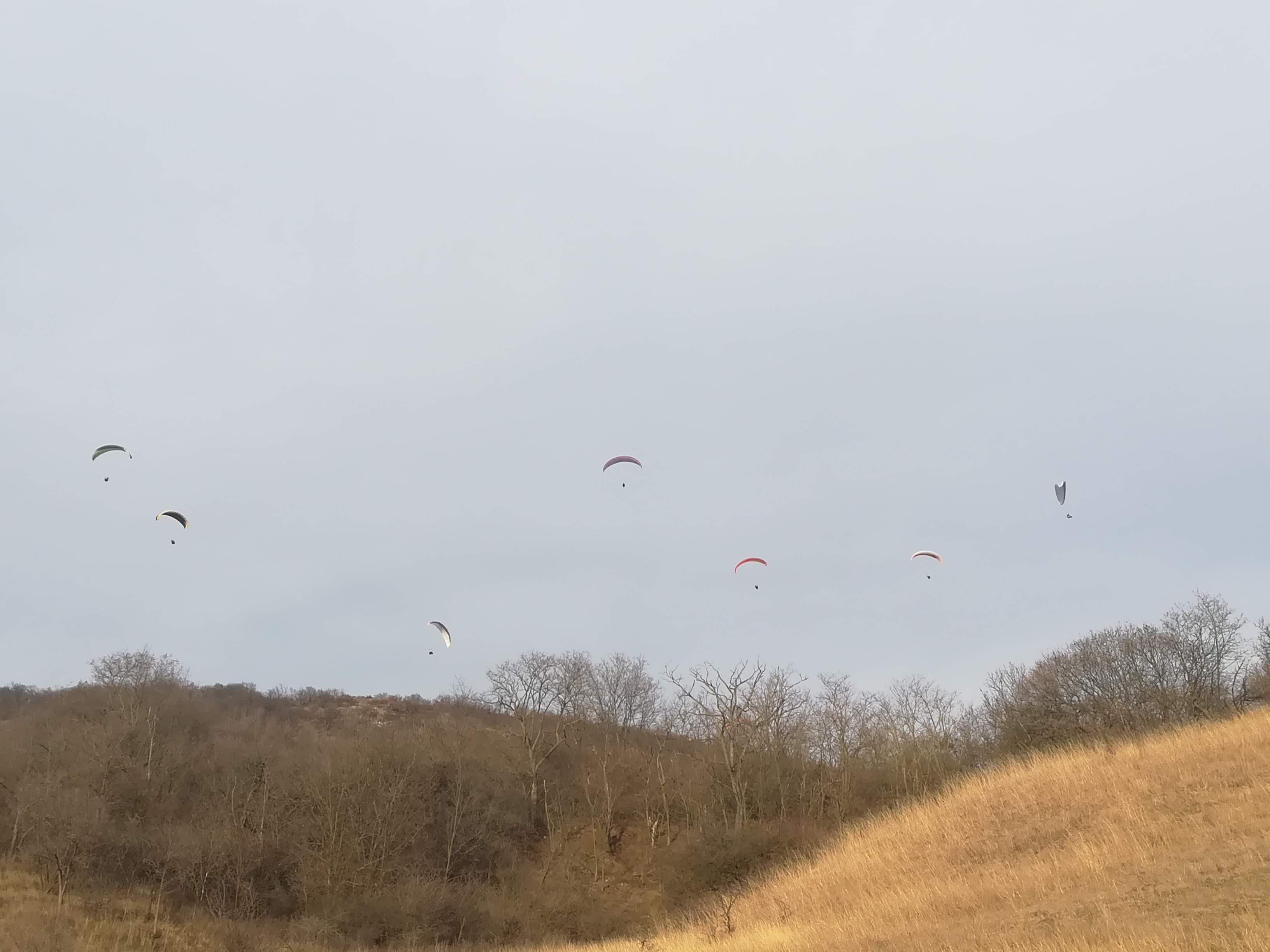
Siklóernyős pilóták lejtőzőrepülése Csolnok mellett a Mókus hegy gerincén

A távrepülés célja értelemszerűen a légterek és államhatárok figyelembe vételével megtett leghosszabb táv. A távok megtételét manapság GPS-tracklog igazolja, korábban ehhez még tanúkra és fényképezőgépre volt szükség. A világversenyeken a pilóták nagyjából egyszerre indulnak el a cél felé. Mivel az időjárás nagyban befolyásolja a sikert, némi szerencse is szükségeltetik a megfelelő kondíciókhoz. A világrekord 502 km, ezt a dél-afrikai Nevil Hulett repülte 2008. december 14-én.  Magyarországon az egyik legsikeresebb távrepülő Simonics Péter (a magyar siklóernyő válogatott szövetségi kapitánya), aki Forgó Szilárddal Brazíliában repült világrekordot párban. A távrepülésben többféle feladat megrepülése lehetséges. Ezek a következőek: szabadtáv, háromszög és hurok. Ezek a feladatok nehézségüktől függően különféle szorzókkal bírnak, melyeket az FAI (Fédération Aéronautique Internationale – The World Air Sports Federation) szervezetének kell bejelenteni.
Az akro siklóernyőzés lényege akrobatikus manőverek bemutatása a levegőben (innen a név). Ezeket a versenyeket rendszerint tavak fölött rendezik meg a biztonság kedvéért. A pilóták megadott és saját maguk által kifejlesztett manővereket mutatnak be. Az akrózás lényege tulajdonképpen az ernyő tudatos kezelése, vészhelyzetek előidézése és megoldása, mindez látványos formában. Ebben sikeresek a magyar pilóták, Kézi Gábor és Takáts Pál (Justacro Team) a világranglista előkelő helyén állnak. A két pilóta karrierjéről dokumentumfilm készült Adrenaline and Turbulence címmel.
Takáts Pál indult a 2009-es Red Bull X Alps elnevezésű versenyen, amely egy távrepülő megmérettetés. A kétévente megrendezett X-Alps résztvevői Salzburgból indulnak, a cél Monte Carlo, a 800 kilométeres utat ernyővel és gyalog teszik meg. Takáts először vett részt, a 8. helyet szerezte meg a 30 világklasszis induló között.
Ezeken kívül szoktak még siklóernyős célra szálló versenyeket is rendezni.

## Repülés

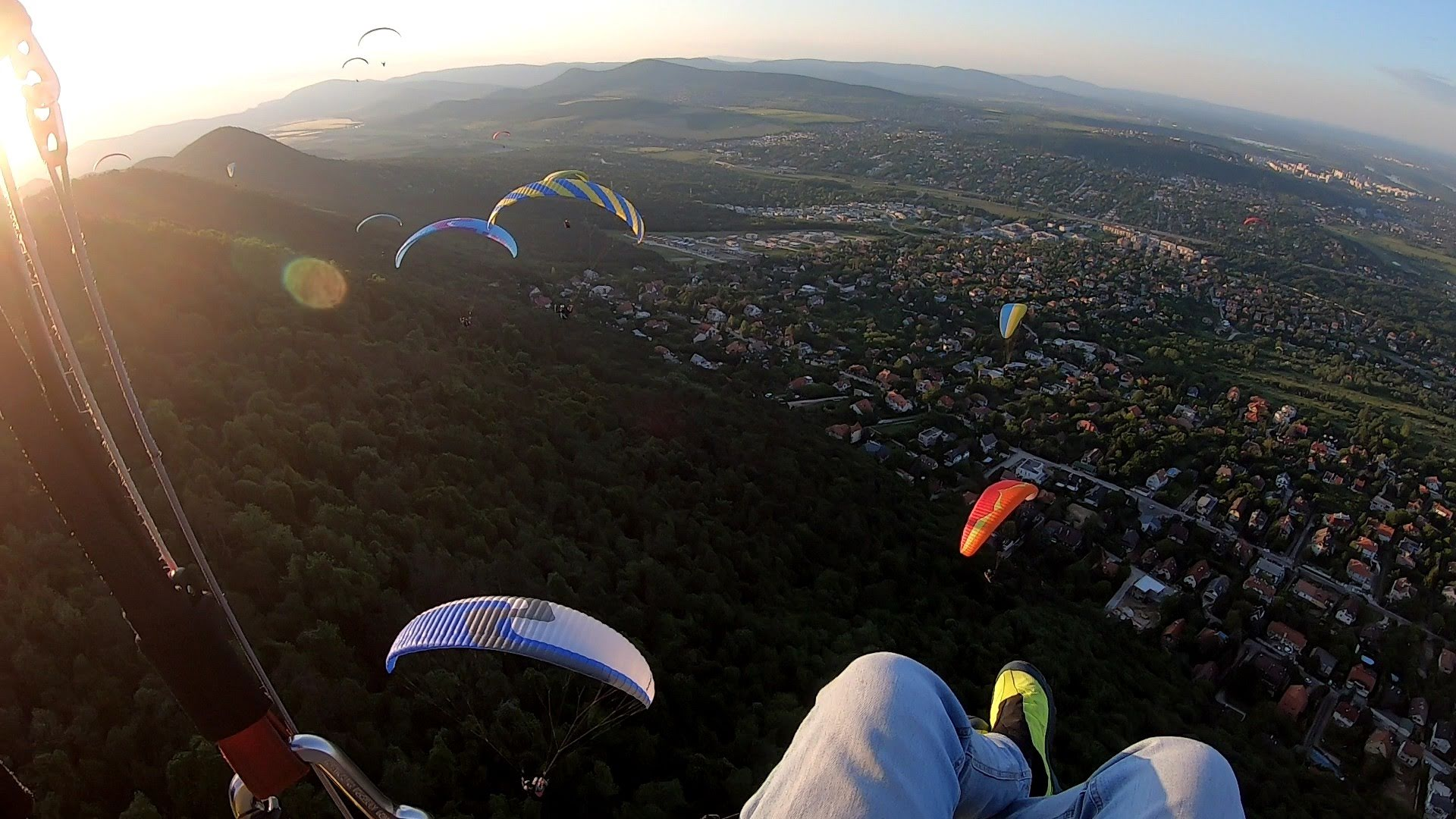
Siklóernyős pilóták lejtőzőrepülése a Hármashatárhegy felett

A startolás mindig széllel szemben történik, hogy a kupola feltöltődjön, és lassan tudjunk startolni (ahogy a repülők is), így alapvetően elmondható, hogy a siklóernyős repüléshez nem ideális a szélcsend, ahogy az erős szél sem, ami felránthatja a pilótát. Ezért a legjobban repülhető tartomány a kb. 2–5 m/s szélsebesség (7–18 km/h) startolható (a startnál és a repülés során kezelhető szélsebesség különböző). Az ernyők átlagos trimmsebessége 36–40 km/h. Efelett már csak gyorsabb ernyőkkel lehet közlekedni a széllel szemben. Hátszélbe fordulva természetesen a talajhoz viszonyított végsebesség növekszik erős szélben, így távrepüléshez ez lenne az ideális.
Miután a pilóta elstartolt egy hegyről és sikerült felemelkednie a talajról, egy speciális ülésben (beülő) foglal helyet, amelyet a siklóernyőhöz biztosítással ellátott karabinerekkel rögzítenek. A felemelkedés csörlős vontatással is lehetséges sík terepen. A levegőben való fennmaradás nem olyan egyszerű, mivel az ernyők átlagban 8-11-es siklószámmal süllyednek a levegőben, ami jóval lassabb ugyan az ejtőernyős süllyedésnél, azonban korántsem elég egy több száz km-es távrepüléshez. Így a pilóták a meleg légáramlatok, a termikek megkeresésével tudnak jelentős emelkedést produkálni a termikek erősségétől függően, valamint a hegy szeles oldala mellett keletkező lejtőszéllel emelkedhetnek a szükséges magasságba.
A siklószám azt adja meg, hogy a siklóernyő – mozdulatlan közegben – egységnyi magasságból milyen távolra képes siklani. Ha azt mondjuk, hagy valamely ernyő siklószáma 8,5, az azt jelenti, hogy 1 m magasból 8,5 m távolságra tud elsiklani.
Siklóernyővel több ezer méterre is fel lehet emelkedni. A biztonságos repüléshez nagyon magasban oxigénpalack szükséges, de ez Magyarországon nem jellemző. További veszély a magasban a hideg. A pilóták ezért overallban és kesztyűben repülnek ilyenkor. A legnagyobb veszély a zivatar, ami egy nagyobb gépre is veszélyes. A zivatarfelhő beszívja a pilótát és ernyőjét, és olyan magasba repíti, ahol hideg és oxigénhiányos a környezet, valamint egyéb veszélyek vannak. Emiatt tanácsos elkerülni ezeket a zivatarcellákat.

## Vizsgakategóriák
A, B, tandem és különféle oktatói jogosítások. Továbbá a repült órák és kilométerek alapján a pilóták megszerezhetnek magasabb címeket is. A csőrléshez is szükséges engedély.
A siklóernyő légijárműnek minősül, ezért ugyanúgy érvényesek rá a repülési és légtérhasználati szabályok, mint a többi repülő szerkezetre. Így a könnyű repülőkre érvényes szabályok vonatkoznak a pilótákra, amelyek közül első a látva repülés. Tehát a pilótának láthatónak kell lennie (emiatt nem szabad felhőben repülnie), és neki is látnia kell a vele egy légtérben közlekedőket (motoros kisrepülő, motoros sárkány, sárkányrepülő, vitorlázórepülő).
A siklórepülők képzésével az 1995. évi XCVII. törvény a légi közlekedésről, Lt. 52. § -a alapján az NKH-LH által feljogosított szervezetek foglalkoznak. A kiadott jogosításokról központi nyilvántartás nem létezik. Az oktatók jogállását rendelet nem szabályozza, ezért az oktatói tevékenységet a feljogosított szervezettel polgári jogviszonyban lehet gyakorolni. A terület rendezetlensége miatt a képzések minősége nagy szórást mutat, a hatósági ellenőrzés hiánya és az oktató szervezetek eltérő jogi és szerep felfogása miatt nem ritka a felelőtlen és a növendékeket veszélyeztető oktatói magatartás. Siklóernyős képzésben részt venni csak egyértelmű és írásban rögzített feltételek és felelősségvállalás mellett érdemes.
A siklórepülés folytatásának feltételei:
- pilótajogosítás – 1995. évi XCVII. Lt. 52. §
- orvosi alkalmasság – 14/2002. (II. 26.) KöViM-EüM együttes rendelet
- légijármű-nyilvántartás – 1995. évi XCVII. Lt. 17. §
- műszaki alkalmasság – 63/2001. (XII. 23.) KÖHIM rendelet
- felelősségbiztosítás – 39/2001. (III. 5.) Korm. rendelet
- repülésbiztonsági szervezet – 123/2005. (XII. 29.) GKM rendelet

A siklórepülést folytató személyek számára a sárkányrepülő és siklóernyős tevékenységhez szükséges feltételeket több szervezet igyekszik biztosítani, a fenti feltételeket önmagában a Siklórepülő Szövetség – SIRESZ biztosítja; önálló képzési és tandemrepültetési engedéllyel rendelkezik a Fly Away SE; illetve részben a  HFFA – Szabad Repülők Szövetsége az MRSZ – Magyar Repülő Szövetség üzemben tartási tevékenységére építve, továbbá a területet a tevékenységével érinti az MKSSZ – Magyar Könnyűrepülő Sport Szövetség és MKSZ – Magyar Könnyűrepülő Szövetség.
Alapvető szabályok:
- a légtérszabályok betartása, amiről itt található részletes összefoglalás
- a VFR-szabályok betartása, ami a "légi KRESZ"
- a kitérési szabályok: a jobbkéz-szabály, a lejtőszabály és a termikszabály.

A lejtőszabály lényege a hegy melletti lejtőn való közlekedéskor való hurok megtétele, mellyel az ütközés kizárható.
A termikszabály lényege, hogy a termikbe belépő siklóernyősnek fel kell vennie a már a termikben repülők körzési irányát, őket követve azonos irányba „tekerni” velük, így csökkentve az ütközés lehetőségét.

## Magyarországi siklóernyős starthelyek
- AGL (Above Ground Level): Földfelszín felett
- TIZ (Traffic Information Zone): a repülőtér közvetlen közelében lévő légtér
- TMA (Terminal Manoeuvring Area): ellenőrzött légtér kijelölt területe
- TRA (Temporary Reserved Area): Átmenetileg lezárt terület

| Helyszín                                   | Start magasság | Légtérhatár |
| ------------------------------------------ | -------------- | ----------- |
| Aggtelek                                   | 90             | AGL 300m    |
| Alsóhegy, Tornanádaska                     | 300            | AGL 300m    |
| Apc                                        | 220            | nincs       |
| Atkár – csörlőpálya                        |                | nincs       |
| Baj                                        | 100            | AGL 450m    |
| Balaton                                    | 30             | nincs       |
| Bekecs                                     | 50             |             |
| Bélapátfalva, Bélkő                        | 400            | AGL 450m    |
| Beloiannisz                                | 0              | nincs       |
| Berceli-hegy, Szanda                       | 250            | nincs       |
| Bérhegy, Várpalota                         | 290            | TRA         |
| Buda hegy, Márkháza                        | 200            | AGL 450m    |
| Csákvár                                    | 80             | AGL 450m    |
| Csákvár – csörlőpálya                      |                | TMA 2300m   |
| Csatárhegy, Veszprém                       | 100            | TRA         |
| Csobánc, Díszel                            | 200            | nincs       |
| Csóka hegy, Mór                            | 240            | AGL 450m    |
| Csúcs-hegy, Budapest                       | 100            | TMA 750m    |
| Dömörkapu, Pécs                            | 200            | nincs       |
| Dunakeszi Észak                            | 0              | TMA 600m    |
| Eged, Eger                                 | 240            | TRA         |
| Epöl                                       | 25             | nincs       |
| Farkashegy                                 | 120            | TMA 1050m   |
| Galyatető                                  | 400            | nincs       |
| Gödöllői reptér – csörlőpálya              |                | TMA 600m    |
| Hajdúszoboszló – csörlőpálya               |                | nincs       |
| Hármashatárhegy, Füles, Sziklás            | 90             | TMA 750m    |
| Hármashatárhegy, Költők padja              | 170            | TMA 750m    |
| Hármashatárhegy, Mária hegy                | 140            | TMA 750m    |
| Hármashatárhegy, Óbuda                     | 308            | TMA 750m    |
| Hármashatárhegy, Újlaki hegy               | 140            | TMA 750m    |
| Havas hegy, Gyöngyöspata                   | 320            | nincs       |
| Hosszú hegy, Pilisszántó                   | 240            | TMA 1050m   |
| Jakab-hegy, Kővágószőlős                   | 200            | nincs       |
| Jobbágyi – csörlőpálya                     |                | nincs       |
| Kalocsa – csörlőpálya                      |                | TRA         |
| Kaposújlaki reptér, Kaposvár – csörlőpálya |                | nincs       |
| Kartal – csörlőpálya                       |                | TMA 900m    |
| Kékestető                                  | 650            | TRA         |
| Kesztölc                                   | 80             | TMA 1050m   |
| Kétágú hegy, Kesztölc                      | 200            | TMA 1050m   |
| Kevély, Pilisborosjenő                     | 150            | TMA 1050m   |
| Kő hegy, Pomáz                             | 150            | TMA 1050m   |
| Kunmadaras – csörlőpálya                   |                | TRA         |
| Magas hegy, Sátoraljaújhely                | 270            | AGL 300m    |
| Máriahalom                                 | 80             | TMA 1050m   |
| Márkó, Veszprém                            | 140            | TRA         |
| Mátraverebély                              | 90             | AGL 450m    |
| Meszes hegy, Perbál                        | 150            | TMA 1050m   |
| Mikófalva                                  | 60             | nincs       |
| Mókus hegy, Csolnok                        | 100            | TMA 1350m   |
| Nagy Gete, Gete, Csolnok                   | 100            | TMA 1350m   |
| Nagy-Hársas hegy, Jobbágyi                 | 200            | nincs       |
| Nagykanizsa – csörlőpálya                  |                | TRA         |
| Nagykoncsúr, Szurdokpüspöki                | 470            | nincs       |
| Nagyréde – csörlőpálya                     |                | nincs       |
| Nagyvillám, Visegrád                       | 180            | TMA 1050m   |
| Naszály, Vác                               | 170            | nincs       |
| Nyikom, Pásztó                             | 240            | nincs       |
| Odvas hegy, Budaörs                        | 100            | TMA 1050m   |
| Pilis                                      | 300            | TMA 1050m   |
| Pogány, Pécs – csörlőpálya                 |                | nincs       |
| Recsk                                      | 110            | TRA         |
| Sajókáplona                                | 120            | nincs       |
| Sándorfalva – csörlőpálya                  |                | nincs       |
| Sárhegy, Gyöngyös                          | 220            | nincs       |
| Somló, Somlóvásárhely                      | 90             | MTMA 600m   |
| Somlyó, Fót                                | 100            | TMA 600m    |
| Strázsa hegy, Esztergom                    | 60             | TMA 1350m   |
| Szársomlyó, Nagyharsány                    | 320            | nincs       |
| Szeged Repülőtér – csörlőpálya             |                | TIZ         |
| Szekszárd I.                               | 140            | nincs       |
| Szekszárd II.                              | 120            | nincs       |
| Szentgyörgy hegy, Raposka                  | 200            | nincs       |
| Tardos                                     | 90             | AGL 450m    |
| Tenkes hegy, Siklós                        | 200            | nincs       |
| Tokaj                                      | 380            | nincs       |
| Vácduka                                    | 85             | TMA 1050m   |
| Vértesszőlős                               | 200            | AGL 450m    |
| Veszprém                                   |                | TRA         |
| Visegrádi vár                              | 150            | TMA 1050m   |
| Vöröskővár                                 | 30             | TMA 750m    |
| Zsíros-hegy                                | 150            | TMA 1050m   |

## Kapcsolódó szócikk
- Szakszolgálati engedély